# Пуна кућа
Пуна кућа (енгл. Full House) је америчка хумористичка ТВ серија. Самохрани отац Дени Танер (Боб Сегет) уз помоћ шурака Џесија и пријатеља Џоија одгаја три ћерке: Ди Џеј, Стефани и Мишел.

## Радња
Дени Танер је удовац који води спортске вести у Сан Франциску. Када се његова мајка врати кући након недељу дана проведеног у Сан Франциску долазе му његов најбољи пријатељ Јозеф Гладстоне и његов шурак Џеси Кастополис како би му помогли одгаја његове три ћерке: бистру и сналажљиву десетогодишњу Дону "Д.Ј." Јо, петогодишњу брбљавицу Стефани и деветомесечну Мишел. Они ће покушати да одгоје девојке на свој духовити начин. Од тада почињу њихови доживљаји и разне догодовштине. Џеси се заљубљује у Бекy, Данијеву колегиницу, и они се венчају уз мале компликације (Џеси скочи из авиона падобраном и запне за дрво) те добију два близанца, Ника и Алекса, које Џеси није могао да разликује када су дошли из болнице. Д.Ј. упозна Стива док је била у Шпанији и они се заљубљују.

## Главни глумци
| Глумац                      | Улога                            |
| --------------------------- | -------------------------------- |
| Боб Сегет                   | Даниел Тенер Дени                |
| Џон Стамос                  | Џеси Катсополис                  |
| Дејв Коулир                 | Џоји Гледстоне                   |
| Кендес Камерун              | Дона Џо Д. Ј. Тенер              |
| Џуди Свитинг                | Стефани Тенер                    |
| Мери-Кејт Олсен, Ешли Олсен | Мишел Тенер                      |
| Лори Лофлин                 | Ребека Беки Доналдсон Катсополис |
| Андреа Барбер               | Кими Гиблер                      |
| Скот Венигер                | Стиви Хеил                       |
| Блек и Дајлан Томи-Вилхот   | Алекс и Ник Катсополис           |